# Bunefer
Bunefer (B(w)-nfr, "Alguna cosa bona") va ser una reina egípcia de la IV o V Dinastia. No se sap amb quin rei estava casada. Bunefer va ser enterrada a la tomba G 8408 del Camp Central de la necròpolis de Guiza.

## Títols
Els títols de Bunefer es van conservar a la seva tomba de Guiza:
- Esposa del Rei (ḥmt-nisw)
- Gran del ceptre d'hetes (wrt-hetes)
- Gran dels ceptres d'hetes de les dues dames (wrt-hetes-nbti)
- La que veu Horus i Seth (m33t-ḥrw-stẖ)
- Esposa del Rei, la seva estimada (ḥmt-nisw mryt.f)
- Filla del Rei del seu cos (z3t-niswt-nt-ẖt.f)
- Sacerdotessa d'Hathor (ḥmt -ntr-ḥwt-ḥrw)
- Sacerdotessa de Tjazepef (ḥmt-ntr-t3-zp.f)
- Sacerdotessa de l'Horus Shepsesket (ḥmt-ntr-hrw-špss-ht)
- Estimada i venerada sacerdotessa de Shepses-nebti (ḥmt-ntr-špss-nbti-mryt.f-im3ḫt.f).

Els títols de Bunefer com a sacerdotessa de Shepseskaf han conduït a la teoria que Bunefer podria haver estat esposa o filla de Shepseskaf. La seva tomba es troba a prop del complex de Khentkaus I, cosa que suggereix que va viure cap al final de la IV o principis de la V Dinastia d'Egipte. També s'ha suggerit que era l'esposa de l'enigmàtic rei Thamphthis.

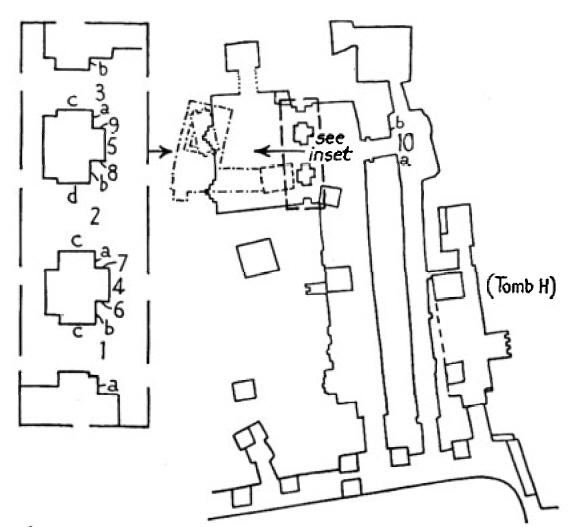
Plànol de la tomba de Bunefer.

## Tomba
La tomba tallada a la roca de Bunefer es troba al nord del complex funerari de la reina Khentkaus I, al Camp Central de Guiza. La façana de la tomba s'obre cap al sud i una gran porta du a una gran capella. A l'est, una altra porta permet entrar a la tomba. El nom i els títols de Bunefer apareixen a les parets i als pilars de la sala. En una de les escenes s'hi esmenta un fill, tot i que té els títols simples de jutge i inspector dels escribes. La cambra funerària de Bunefer contenia un sarcòfag de pedra calcària blanca. Dins del sarcòfag s'hi va trobar una calavera femenina d'una dona que es calcula que tenia aproximadament trenta anys en el moment de morir. És possible que fos el crani de la reina Bunefer.
L'egiptòleg austríac Peter Janosi ha proposat que la construcció de la tomba de Bunefer data d'un temps després de la construcció de la tomba de Khentkaus. Tanmateix la data exacta d'aquest monument tampoc és clara. AMb tot sembla més probable que la tomba de Bunefer dati de la V Dinastia.